# Гольдштейн Ізраїль Цалевич
Ізраї́ль Ца́левич (Цальович) Гольдште́йн (2 лютого 1918 — 17 лютого 2003, Київ) — радянський і український кінооператор, режисер-документаліст. Заслужений діяч мистецтв УРСР (1988). Лауреат Золотої медалі Академії мистецтв України. Народний артист України (2001).

## Короткий життєпис
Поступив до Київського кіноінституту, згодом переведений до операторського факультету ВДІКу (майстерня Л. Косматова), котрий закінчив в 1939 році.
У 1940—1941 рр. — оператор Української студії кінохроніки.
Учасник Другої світової війни, входив до складу групи фронтових кінооператорів Центральної студії документальних фільмів. Із січня 1942 р. — у кіногрупі Південно-Західного, Донського фронтів. З вересня 1942 р. по 1944 р. — у кіногрупі Сталінградського, Центрального фронтів. У 1944—1945 рр. — у кіногрупі 1-го Українського фронту.
У 1945—1997 рр. оператор і режисер на студії «Укркінохроніка».
З 1980 року викладав у Київському державному інституті театрального мистецтва імені І. Карпенка-Карого.
Член Спілки кінематографістів СРСР (1958).
На схилі життя ходив з паличкою, через болі, що посилювалися, пересів до інвалідного візка — руйнувався тазостегновий суглоб. 1998 року на операцію збиралися кінематографісти і небайдужі, замінили суглоб на штучний, і на дев'ятому десятку він продовжував ходити на зйомки.
Його хронікальний доробок використовував в своїх фільмах Олександр Довженко.
Майже три десятки фільмів з ним відзняв Владлен Кузнецов.
Помер 2003 року в Києві.
2001 року на студії «Київнаукфільм» про нього знято документальну стрічку «Пасажири минулого століття», режисер В. Олендер.

## Фільмографія

### Оператор
- «Весняні резерви» (1942)
- Союзкіножурнал № 24 (1942)
- Союзкіножурнал № 33 (1942)
- «Битва за нашу Радянську Україну» (1943)
- «Сталінград» (1943)
- «Орловсько-Курська дуга» (1943)
- «Перемога на правобережній Україні» (1944)
- «Київ» (1944)
- «Перемога» (1945)
- «Україна відроджується» (1946)
- «На полях України» (1949)
- «Декада українського мистецтва» (1951)
- «Київ будується» (1952)
- «У дні скорботи» (1953)
- «Кому посміхнеться Прага?» (1962),
- «Син України» (1962),
- «Народні артисти» (1966),
- «Україна, рік 1967» (1967),
- «Хліб України. Рік 1977» (1977).

### Режисер-оператор
- «Не будьте байдужими» (1957)
- «Коли засинає місто» (1961)
- «Без нас вони не проспляться» (1963)
- «До шістнадцяти» (1963)
- «Роки і секунди» (1968)
- «Зроблено в Америці» (1969)
- «Хазяйка Брандербурзьких воріт» (1969)
- «Чотири постріли у двох жінок» (1972)
- «Звинувачую» (1976)
- «Замах на красу» (1977)
- «А що за душею?»
- «Від зорі до зорі» (1980)
- «Суфлер» (1981; диплом Міжнародного кінофестивалю короткометражних фільмів, Лілль, Франція, 1982)
- «Біль і мужність Чорнобиля» (1986)
- «Стіна» (1988)
- «Бабин Яр» (1989)
- «Крик жаху» (1990)
- «Прощавай, кіно!» (1995)
- «50 років Перемоги» (1995, співавт. сценарію)
- «Заради життя» (1996, співавт. сценарію)
- «Сторінки з блокноту» (1996, приз МКФ короткометражних фільмів, Марсель, Франція)